# Ruprecht I. (Pfalz)

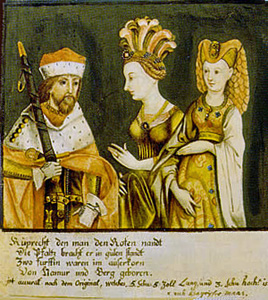
Kurfürst Ruprecht I. mit seinen beiden Frauen; Elisabeth von Namur in der Mitte, Beatrix von Berg rechts. Das Bild trägt den Sinnspruch: „Ruprecht den man den Roten nandt, die Pfalz bracht er in guten Stand, zwo Fürstin waren ihm auserkorn, von Namur und Berg geboren.“

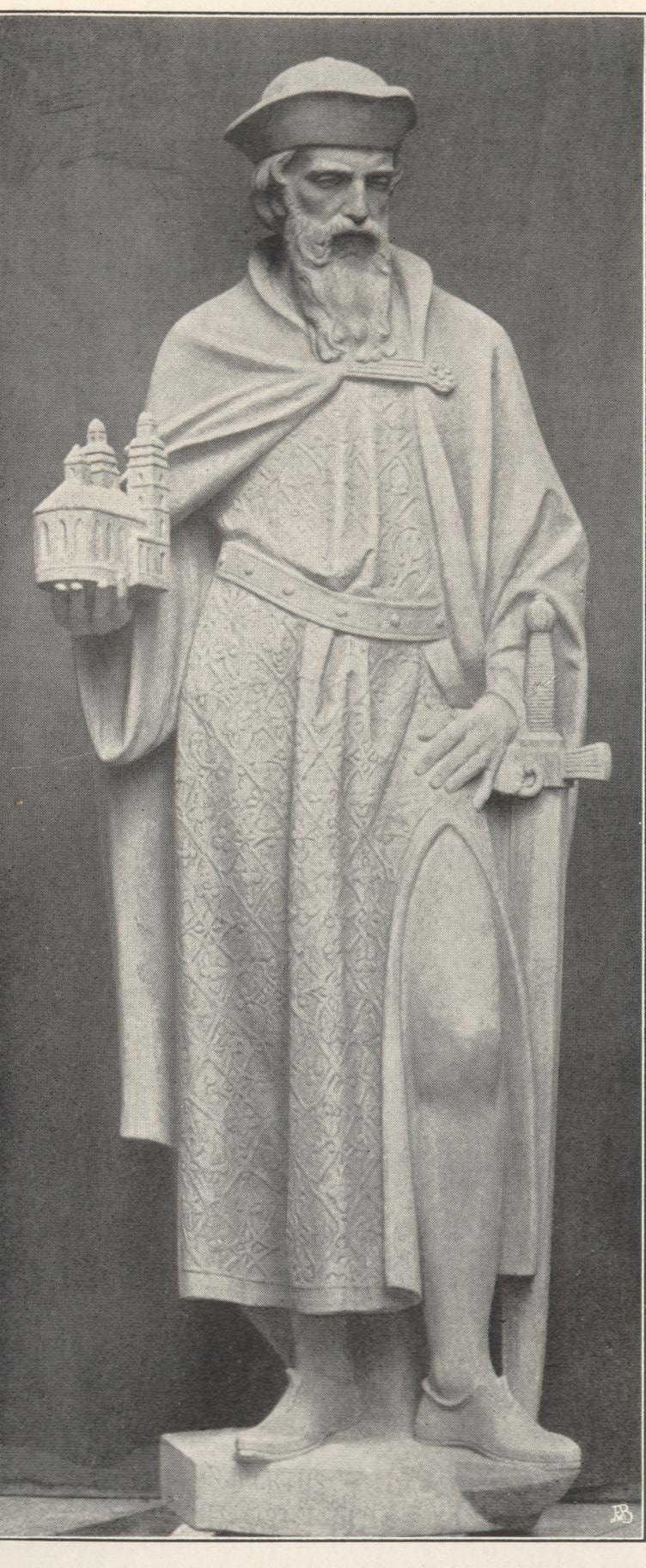
Ruprecht I. als Kirchenstifter, mit dem Modell der Neustadter Stiftskirche, Skulptur von Hubert Netzer, 1910

Ruprecht I., der Rote, von der Pfalz (* 9. Juni 1309 in Wolfratshausen; † 16. Februar 1390 in Neustadt an der Weinstraße) war Pfalzgraf und Kurfürst von der Pfalz (1329–1390) und Gründer der Universität Heidelberg.

## Leben
Ruprechts von der Pfalz Eltern waren Rudolf I. Herzog von Oberbayern und Pfalzgraf bei Rhein sowie dessen Ehefrau Mechthild von Nassau, Tochter des Königs Adolf von Nassau. Über seinen Vater stammte Ruprecht auch direkt von Rudolf von Habsburg ab, dem Begründer der gleichnamigen Dynastie, welcher sein Urgroßvater war.
Der Vater starb 1319, als Ruprecht erst 10 Jahre alt war. Nach dessen Tod stand er mit seiner Mutter und seinen Brüdern Adolf († 1327) und Rudolf II. unter der Vormundschaft des Grafen Johann von Nassau. Ludwig IV. „der Bayer“ nahm die Rheinpfalz auf Grund des mit seinem Bruder Rudolf I. am 26. Februar 1317 abgeschlossenen Vertrags mit Waffengewalt in Besitz. Der Krieg endete im August 1322, aber erst nach Mechthilds Tod im Juni 1323, deren Hass gegen Ludwig IV. eine dauerhafte Versöhnung unmöglich gemacht hatte, kam es zwischen diesem und den drei Neffen zu einer Aussöhnung.
Im Hausvertrag von Pavia erreichten Ruprecht und sein Bruder Rudolf II. 1329 bei ihrem Onkel Ludwig dem Bayern, dass die Pfalz ein eigenständiges Fürstentum wurde. Zunächst regierten beide das Territorium gemeinsam mit ihrem Neffen Ruprecht II. und 1338 teilten sie ihr Fürstentum auf. Sie nahmen die Stimmen der Pfalz als Kurfürstentum abwechselnd wahr; am Kurverein von Rhense hatte Ruprecht teilgenommen, bei der Wahl Günther von Schwarzburgs hatte hingegen Rudolf die Kurstimme geführt. 1349 unterstützten die beiden Brüder Günther von Schwarzburg, den Kandidaten aller Wittelsbacher, als Gegenkönig zu Karl IV. Erst im Februar 1350 erkannten auch die Wittelsbacher Karl IV. als neuen König an und verpflichteten sich ihm die Reichskleinodien auszuliefern.
Als Ruprecht 1353 nach dem Tod Rudolfs dessen Besitz erbte und alleiniger Pfalzgraf bei Rhein wurde, löste Karl einen Teil der Oberpfalz aus diesem Herrschaftsverbund und verleibte diesen als Neuböhmen den luxemburgischen Besitzungen ein. Ruprecht hatte nämlich von seinem Bruder auch einen erheblichen Schuldenstand bei Karl IV. geerbt. Für die Wahl Wenzels zum römisch-deutschen König erhielt Ruprecht 1376 wiederum erhebliche Zahlungen und große Gebiete von Karl IV., darunter Oppenheim, Nierstein, Ingelheim und Teile Bolandens. Zudem erwarb Ruprecht 1357 Kaiserslautern und ausgehend von Bolanden bis zu seinem Tod fast die gesamte Grafschaft Zweibrücken.
Durch die Goldene Bulle wurde der Pfalz 1356 das Wahlrecht zur Wahl des Römischen Königs, das Kurrecht, verliehen (daher der Name Kurpfalz). Ruprecht gehörte ab 1379 zu den Mitgliedern des Urbansbunds, in dem vorderhand die vier rheinischen Kurfürsten die Interessen von Papst Urban VI. im Regnum Teutonicum vertreten wollten, der aber auch zur Stärkung ihrer eigenen Machtpositionen diente.
Die Allgemeine Deutsche Biographie charakterisiert den bedeutenden Herrscher folgendermaßen:

„Schon bei seinen Zeitgenossen stand Rupprecht I. in hohem Ansehen, er war auch äußerlich eine Achtung gebietende Gestalt, eine ritterliche Erscheinung. Bei rücksichtsloser Thatkraft galt er als milder, wohlwollender Herr, als ein Schirmherr der Kirche und der Priesterschaft, als ein Freund der Witwen und Waisen. Die Judenschaft, deren finanzielle Macht er vortrefflich auszunützen verstand, verehrte in ihm einen gerechten, humanen Beschützer.“

Ohne eine höhere Schule besucht zu haben, war Kurfürst Ruprecht dennoch gebildet und religiös interessiert. Der Historiker Ludwig Häusser bemerkte: „Bei Ruprecht ward ohnedies jedes Schulwissen durch ein großes praktisches Talent überwogen und durch einen offnen Sinn für alles Geistige ersetzt.“ So ließ er sich als kostbare Pergamenthandschriften die Weltchronik des Rudolf von Ems und eine Lebensbeschreibung der Hl. Elisabeth fertigen. Für ihn und seine Gattin Elisabeth von Namur wurden auch speziell 62 Predigten des Franziskaners Berthold von Regensburg aufgezeichnet. Dem von ihm gegründeten Stift in Neustadt an der Weinstraße legte er persönlich die Stundengebete für die Tag- und Nachtzeiten fest. In der Gründungsurkunde 1356 nannte er als Motivation, neben dem vordergründigen Zweck der Grablege und Memoria, die Sorge um einen möglichst feierlichen, häufigen und gottgefälligen Gottesdienst. Ruprecht I. pilgerte über lange Jahre hinweg auch stets am Patroziniumstag zu Fuß zum Michaelskloster auf dem Heidelberger Allerheiligenberg, um dort seine Spenden darzubringen.
Der Kurfürst hatte einen jüdischen Leibarzt namens Gottlieb, den er sehr schätzte, wie er überhaupt den Juden in seinem Land bei Verfolgung Schutz bot und sie bereitwillig aufnahm.

## Gründung der Universität Heidelberg

Siegel der Universität Heidelberg von 1386. Ruprecht I. kniet rechts von St. Petrus, mit dem Pfälzer Löwenwappen.

Am 1. Oktober 1386 gründete Kurfürst Ruprecht I. die nach ihm benannte Universität Heidelberg; sie besteht bis heute und ist damit die älteste Universität auf dem Boden des heutigen Deutschland. Hauptursache für ihre Gründung durch den kirchlich engagierten Kurfürsten war das Abendländische Schisma von 1378: Nach dem Tod des von Avignon nach Rom zurückgekehrten Papstes Gregor XI. ignorierten hauptsächlich französische Kardinäle dessen römischen Nachfolger Urban VI. und wählten in der Person von Clemens VII. einen Frankreich genehmen Gegenpapst. Daher standen Frankreich und die von Deutschen stark frequentierte Pariser Sorbonne-Universität auf Seiten des Avignoner Papsts, während die Kurpfalz nachdrücklich den römischen Papst unterstützte und Anhänger der Gegenpartei nicht zu geistlichen Ämtern zuließ. Zwar befand sich auch die Universität Prag auf Seiten Roms, doch war man mit dem dortigen Lehrstoff unzufrieden; außerdem wollte man den Studenten aus dem Westen des Reichs den weiten Weg und den kostspieligen Aufenthalt ersparen. In dieser Lage entschloss sich Kurfürst Ruprecht I. zur Gründung einer pfälzischen Universität in Heidelberg, unterstützt von dem gelehrten Geistlichen Marsilius von Inghen, welcher die gleichen Positionen vertrat. Am 18. Oktober 1386 eröffnete die Hochschule mit einer feierlichen Messe, tags darauf begannen die Vorlesungen. Das erhaltene Universitätssiegel aus jenem Jahr – welches die Heidelberger Universität bis heute als Logo führt – gibt Ursache und Programm der Gründung bildhaft wieder: In der Mitte sitzt St. Petrus, einen mächtigen Schlüssel haltend, als Symbol des Papsttums auf einem Thron. Kurfürst Ruprecht I., mit Bart, kniet rechts daneben und hält ihm das Pfälzer Wappenschild mit dem Löwen huldigend entgegen. Links vom Apostelfürsten kniet der Mitregent und kurfürstliche Nachfolger Ruprecht II., der Petrus in gleicher Weise das Wittelsbacher Rautenwappen darbringt.

## Ehen

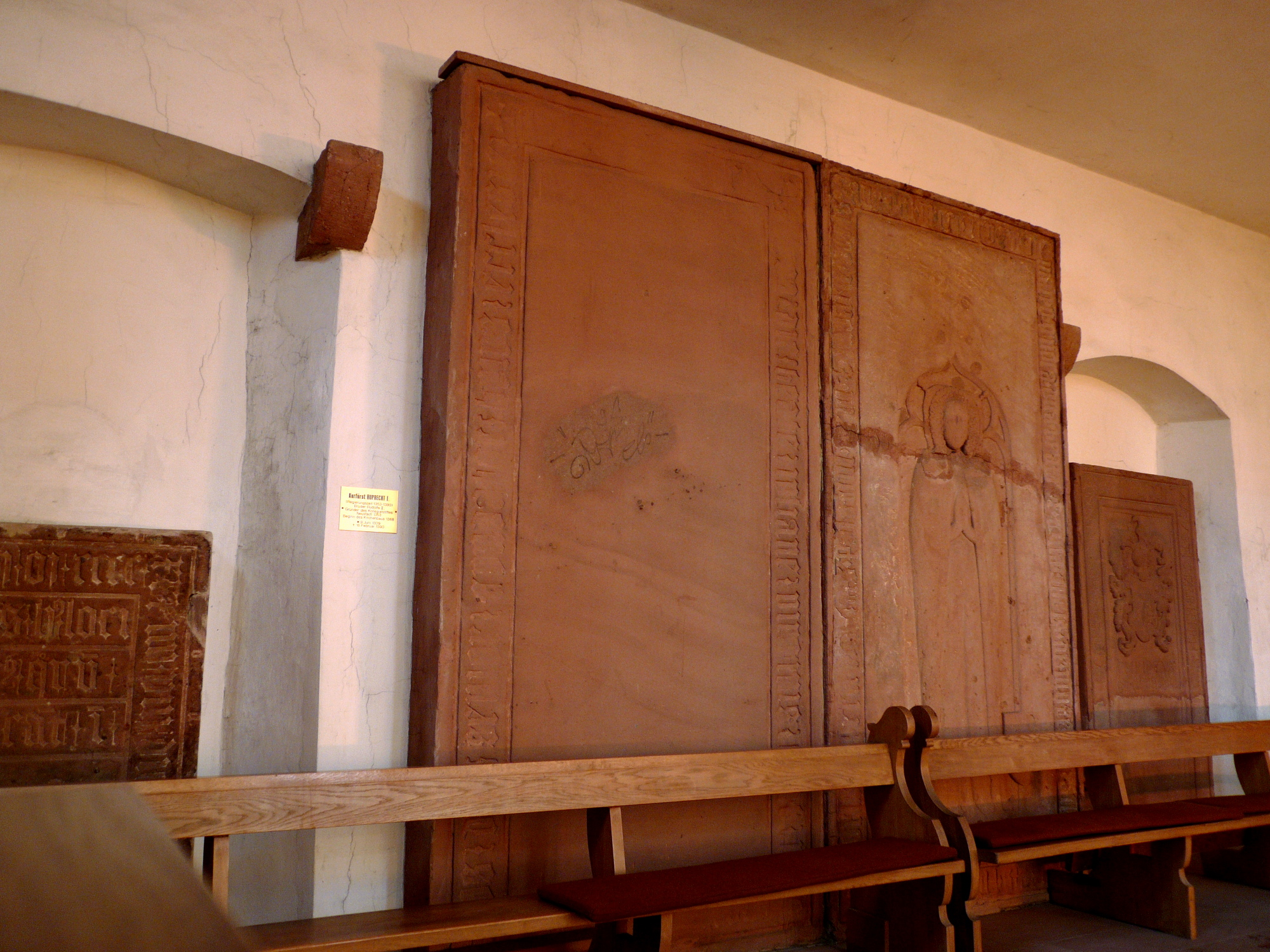
Die Epitaphien Ruprechts I. und seiner Gattin Beatrix von Berg, in der Stiftskirche zu Neustadt/Weinstraße

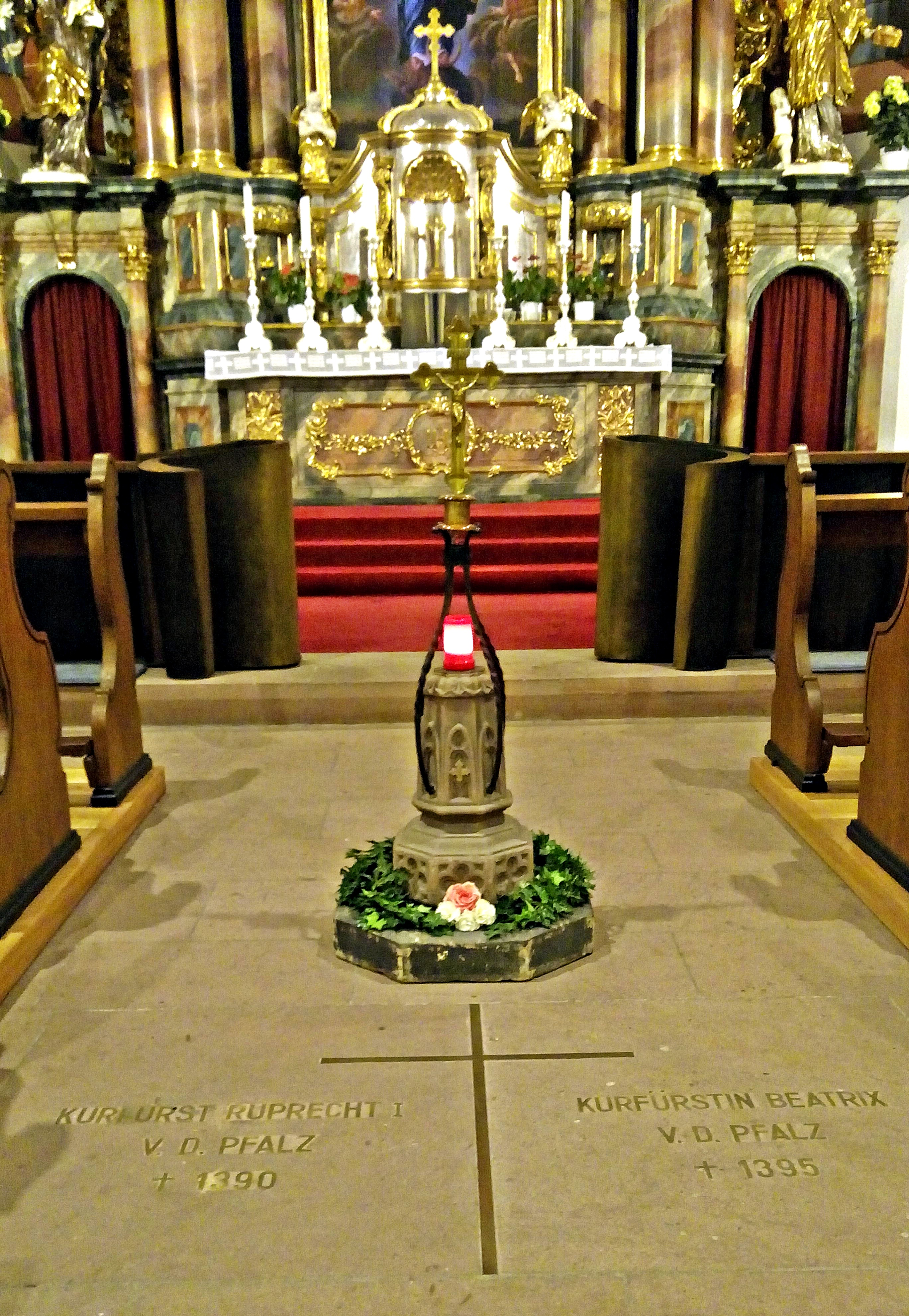
Grab, heutiges Aussehen

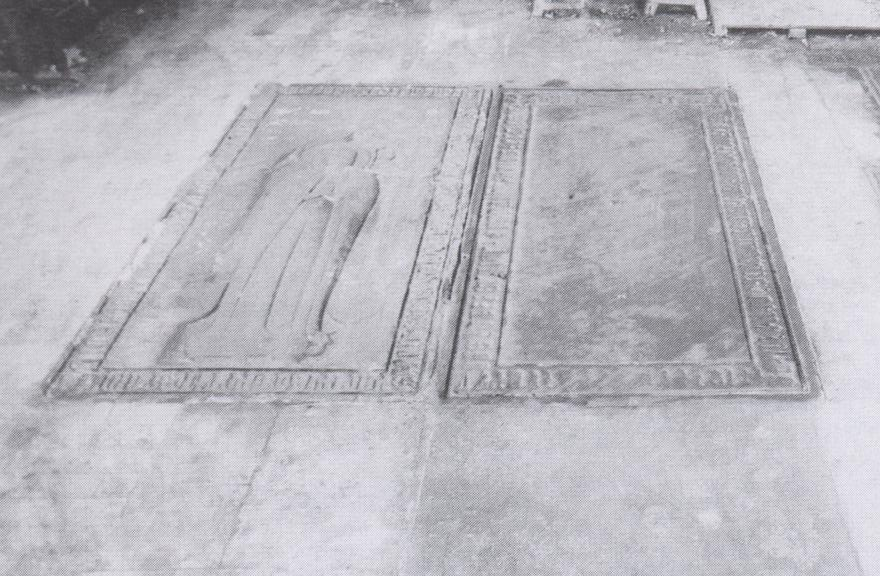
Die Gräber in ihrem alten Zustand 1906. Beatrix links, Ruprecht I. rechts

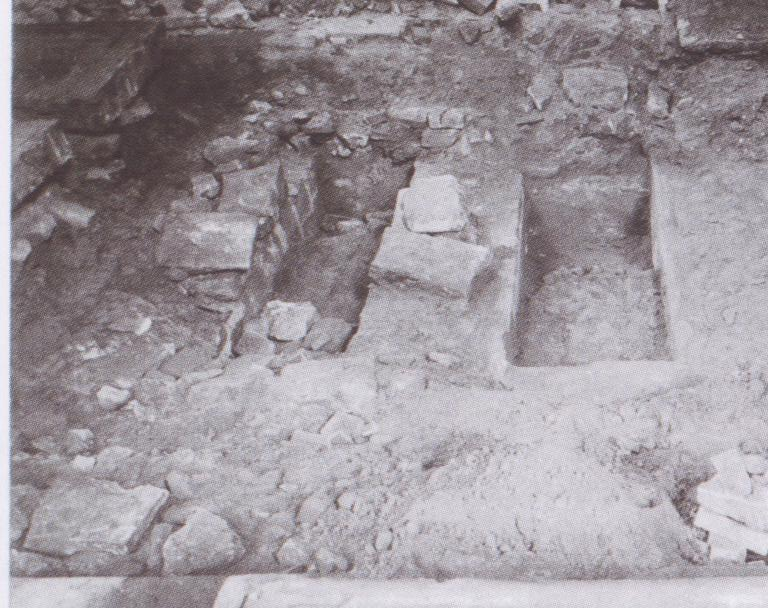
Die geöffneten Gräber 1906. Beatrix links, Ruprecht I. rechts

Kurfürst Ruprecht I. von der Pfalz heiratete 1350 Gräfin Elisabeth von Namur (1330–1382), Tochter des Grafen Johann I. von Flandern und Namur aus dem Haus Dampierre und seiner Ehefrau Maria von Artois. Die Ehe blieb kinderlos.
In zweiter Ehe heiratete er 1385 Prinzessin Beatrix von Berg (1360–1395), Tochter des Herzogs Wilhelm II. von Berg und dessen Gattin Anna von der Pfalz, Tochter des späteren Kurfürsten Ruprecht II. von der Pfalz. Die Ehe blieb kinderlos.
Ruprecht starb 1390, Nachfolger wurde sein Neffe Ruprecht II.

## Gedenken
1356 stiftete Kurfürst Ruprecht I. aufgrund des testamentarischen Willens seines Vorgängers und Bruders Rudolf II. das Liebfrauen-Kollegiatstift Neustadt als Memoria für die gemeinsame Familie. Er ließ dazu die Pfarrkirche St. Ägidius umbauen und mit einem prachtvollen Chor nach Osten hin erweitern. Der Chorbereich dieses neuen Gotteshauses, der heutigen Neustadter Stiftskirche, wurde laut einer Pfeilerinschrift 1368 erbaut. Dort bestattete man Kurfürst Ruprecht mit seiner 2. Frau Beatrix von Berg.
Beide Gräber und Epitaphien sind noch erhalten. Die Grabstätten befinden sich im Mittelgang des heute katholischen Chors der Stiftskirche, durch neuzeitliche Bronze-Inschriften gekennzeichnet. Die historischen Abdeckplatten entfernte man zur Schonung aus dem Fußboden und platzierte sie – aufrecht stehend – an die Rückwand des katholischen Kirchenteils (Scheidewand zum protestantischen Bereich). Bei der Graböffnung fand man 1906 einen aus Sandstein gemauerten Schacht vor, in dem der aus einem einzigen ausgehöhlten Eichenstamm bestehende Sarg stand. Darin lagen die Gebeine des Kurfürsten und Reste der franziskanischen Ordenstracht, in der er sich als Angehöriger des Dritten Ordens des Hl. Franziskus hatte bestatten lassen.
Um 1910 ließ Stadtpfarrer Dr. Michael Glaser (1863–1915) vier große Statuen der hier begrabenen Pfälzer Herrscher Rudolf II. und Ruprecht I., sowie der an ihrer Seite bestatteten Ehefrauen Beatrix von Berg und Margarete von Sizilien-Aragon fertigen. Sie wurden von dem renommierten Münchner Bildhauerprofessor Hubert Netzer aus weißem Kelheimer Kalkstein geschaffen und befinden sich an der nördlichen und südlichen Langhauswand des katholischen Kirchenteils. Die Skulpturen im Stil des Historismus sind alten Darstellungen nachempfunden. Kurfürst Ruprecht I. trägt als Stifter das Modell der Neustadter Stiftskirche in der Hand.
In der Stiftskirche Neustadt an der Weinstraße finden seit 2010 alljährlich zwei Wittelsbachermessen statt, bei denen das Doppelgrab des Kirchenstifters Kurfürst Ruprecht I. und seiner Gattin Beatrix von Berg feierlich gesegnet wird.